# 西夫基 (別廖茲諾區)
50°58′29″N 27°12′29″E / 50.97472°N 27.20806°E
西夫基（烏克蘭語：Сівки），是烏克蘭西北部的村莊，隸屬里夫內州的里夫內區。該村始建於1629年，面積0.22平方公里，海拔高度201米，2001年人口148，人口密度每平方公里672.7人。